# 克氏吠杜父魚
克氏吠杜父魚，為輻鰭魚綱鮋形目杜父魚亞目杜父魚科的其中一種，為亞熱帶海水魚，分布於中太平洋東部美國加州至墨西哥下加利福尼亞半島海域，棲息深度可達27公尺，體長可達7.6公分，棲息在潮間帶，生活習性不明。